# Potentilla aleutica
Potentilla aleutica är en rosväxtart som beskrevs av J. Soják. Potentilla aleutica ingår i Fingerörtssläktet som ingår i familjen rosväxter. Inga underarter finns listade i Catalogue of Life.